# Andinaugochlora centralpina
Andinaugochlora centralpina is een vliesvleugelig insect uit de familie Halictidae. De wetenschappelijke naam van de soort is voor het eerst geldig gepubliceerd in 2004 door Engel & Smith-Pardo.